# Королёв, Игорь Борисович
И́горь Бори́сович Королёв (6 сентября 1970, Зеленоград — 7 сентября 2011, Туношна, Ярославская область) — советский и российский хоккеист, центральный нападающий; российский тренер.

## Биография
Воспитанник школы московского «Динамо». Играл в нём с 1989 по 1992 год. Лучший сезон в России был для Игоря в 1991/1992 годах — 40 игр, 27 очков (14+13). Всего в чемпионатах СССР и СНГ 100 матчей, 31 заброшенная шайба, 19 результативных передач.
Играл за сборную СССР на Кубке Канады 1991 года и за сборную России на чемпионате мира 1992 года. Должен был играть на Олимпийских играх 1992 года, но за три дня до старта травмировал колено и пропустил турнир.
Забил свой первый гол в НХЛ в своей первой игре 6 октября 1992 года в матче против «Миннесоты Норт Старс». 18 января 1995 года взят «Виннипегом» с драфта отказов из «Сент-Луис Блюз». 29 сентября 1997 года, имея статус свободного агента, подписал контракт с «Торонто». 23 июня 2001 года обменян из «Торонто» в «Чикаго» на право выбора в третьем раунде драфта.
В 2004 году вернулся в Россию. Выступал за ярославский «Локомотив», магнитогорский «Металлург», подмосковный «Атлант».
В сезоне 2010/11 дебютировал в качестве тренера — в ярославском «Локомотиве».
Погиб на 42-м году жизни вместе с командой «Локомотив» в катастрофе Як-42 под Ярославлем 7 сентября 2011 года. Церемония прощания прошла 11 сентября в Зеленограде; похоронен 18 сентября в Торонто, где проживает его семья.

## Достижения
- Чемпион СССР 1990, 1991, СНГ 1992. Чемпион России 2007. Бронзовый призёр чемпионата России 2005, 2006, 2008
- Обладатель Кубка Шпенглера 2005 года
- Обладатель Кубка европейских чемпионов 2008 года. В еврокубках за «Металлург»: 3 матча, 1 гол, 1 результативная передача
- Победитель турнира «Приз Известий» 1994 в составе сборной России
- Обладатель «Кубка Сауна» (Европейский хоккейный тур) 1992 года в составе сборной России
- Бронзовый призёр чемпионата Европы среди юниоров 1988 года в составе сборной СССР

## Статистика
| Легенда | Легенда                    | Легенда | Легенда                   | Легенда | Легенда    |
| ------- | -------------------------- | ------- | ------------------------- | ------- | ---------- |
| И       | Количество проведённых игр | Штр     | Штрафное время            | +/−     | Плюс-минус |
| Г       | Голы                       | П       | Голевые передачи          | О       | Очки       |
| -       | Статистика неизвестна      | —       | Статистика не учитывалась |         |            |

### Международные соревнования
| Год                   | Сборная               | Турнир                | Место                 |    | И | Г | П | О | Штр |
| --------------------- | --------------------- | --------------------- | --------------------- | -- | - | - | - | - | --- |
| 1988                  | СССР (юниор.)         | ЮЧЕ (до 18)           |                       | 6  | 3 | 2 | 5 | 2 |     |
| Всего (юниор. и мол.) | Всего (юниор. и мол.) | Всего (юниор. и мол.) | Всего (юниор. и мол.) | 6  | 3 | 2 | 5 | 2 |     |
| 1991                  | СССР                  | КК                    | 5                     | 5  | 0 | 0 | 0 | 0 |     |
| 1992                  | Россия                | ЧМ                    | 5                     | 6  | 2 | 1 | 3 | 2 |     |
| Всего (осн. сборная)  | Всего (осн. сборная)  | Всего (осн. сборная)  | Всего (осн. сборная)  | 11 | 2 | 1 | 3 | 2 |     |